# Volkszählung in Brasilien 1991
Die Volkszählung in Brasilien 1991 (port.: Censo demográfico do Brasil de 1991, Recensamento Geral de 1991, X Recenseamento Geral do Brasil) war die 10. Volkszählung in der Geschichte Brasiliens und wurde vom brasilianischen Institut für Geographie und Statistik (Instituto Brasileiro de Geografia e Estatística – IBGE), der offiziellen Behörde für nationale Statistiken, durchgeführt.
Die zehnte Volkszählung ergab, dass die Wohnbevölkerung Brasiliens 146.825.475 Personen beträgt, was einem Anstieg von 21,3 % gegenüber den 121.150.573 Personen entspricht, die bei der Volkszählung 1980 gezählt wurden. Es war die erste Volkszählung, die im Rahmen der derzeitigen föderalen Gliederung durchgeführt wurde: 26 Bundesstaaten und der Distrito Federal (Bundesdistrikt).
Im Gegensatz zu den vier vorangegangenen Volkszählungen fand die Volkszählung von 1991 nicht innerhalb von 10 Jahren statt, da Brasilien zu dieser Zeit eine Wirtschaftskrise durchlebte und die Zahl der Beamten reduziert werden musste, weshalb nur die Volkszählung durchgeführt wurde. Die bei dieser Zählung verwendete Stichprobe betrug 10 % für Gemeinden mit mehr als 15.000 Einwohnern und 20 % für die übrigen Gemeinden.

## Vorbereitung

### Internationale Zusammenarbeit
Die Volkszählung von 1991 entsprach den Forderungen verschiedener internationaler Organisationen, einschließlich der Vereinten Nationen (UN), und war auch Teil der Volkszählung in Amerika, die vom Interamerikanischen Institut für Statistik, einem Organ der Organisation Amerikanischer Staaten, unterstützt wurde.
Bei der Zählung wurde die von Technikern des kanadischen Statistikamtes Statistics Canada entwickelte Schätzmethode der zweistufigen verallgemeinerten kleinsten Quadrate verwendet. Die Techniker von Statistics Canada entwickelten auch die SAS-Sprachprogramme zur Anwendung dieser Methode, die stets an die brasilianischen Gegebenheiten angepasst wurden.

### Experimentelle Volkszählung
Bereits 1987 begann das IBGE mit der Planung der Volkszählung, die drei Jahre später, 1990, stattfinden sollte. Deshalb wurde 1989 eine experimentelle Volkszählung in der Stadt Limeira im Landesinneren des Bundesstaates São Paulo durchgeführt.

### Verzögerung
Die Volkszählung hätte 1990 stattfinden sollen, aber das IBGE musste mehr als 180.000 Personen auf Zeit einstellen, um diese Operation durchführen zu können. Die Genehmigung zur Einstellung dieses Personals verzögerte sich jedoch, da die Regierung versuchte, die Zahl der Beamten zu reduzieren, um ihre Finanzen zu sanieren. Die Einstellung von Zeitarbeitskräften wurde erst im Juli 1990 genehmigt, so dass keine Zeit mehr blieb, das Auswahlverfahren für die Einstellung von Zeitarbeitskräften für die Datenerhebung, die im September beginnen sollte, durchzuführen.

## Realisierung

### Gesetzliche Regelung
Die Volkszählung von 1991 wurde in Übereinstimmung mit den Bestimmungen des Gesetzes Nr. 8.184 vom 10. Mai 1991 durchgeführt, wobei auch der obligatorische und vertrauliche Charakter der Volkszählungsdaten beibehalten wurde.

### Innovationen
Für die Durchführung der Volkszählung wurde eine Reihe von Neuerungen eingeführt, darunter die Einrichtung der Beratenden Kommission, die sich aus Wissenschaftlern und Fachleuten für verschiedene bevölkerungsbezogene Themen zusammensetzt, die Einführung neuer Fragen in den Basisfragebogen, die Dezentralisierung der Dateneingabe in den Föderationseinheiten (Unidades da Federação) und der Umfang der Stichprobe.

### Kontext
Bei der Volkszählung von 1991 wurden die Merkmale von Einzelpersonen, Familien und Haushalten untersucht, wobei alle am Stichtag in Brasilien lebenden Personen, einschließlich derer, die vorübergehend nicht im Lande waren, sowie die in FUNAI-Posten, religiösen Missionen oder anderen Gebieten lebende indigene Bevölkerung gezählt wurden. Die einzigen Menschen, die nicht gezählt wurden, waren indigene Völker, die in isolierten Stämmen lebten und ihre primitiven Lebensgewohnheiten bewahrten.

## Bevölkerung nach Bundesstaaten
Bei der Aufschlüsselung der Bevölkerung nach Untergebieten (subdivisões) zeigt sich, dass der Bundesstaat São Paulo mit 31 546 473 Einwohnern weiterhin der bevölkerungsreichste des Landes ist, während Roraima mit nur 215 950 Einwohnern nach wie vor am dünnsten besiedelt ist, obwohl sich seine Bevölkerung im Vergleich zu 1980 mehr als verdoppelt hat.
| Rang | Bundesstaaten       | Bevölkerung (1980) | Bevölkerung (1991) | Wachstum in % |
| ---- | ------------------- | ------------------ | ------------------ | ------------- |
| 1    | São Paulo           | 25.375.199         | 31.546.473         | 24,3          |
| 2    | Minas Gerais        | 13.651.852         | 15.731.961         | 15,2          |
| 3    | Rio de Janeiro      | 11.489.797         | 12.783.761         | 11,3          |
| 4    | Bahia               | 9.597.393          | 11.855.157         | 23,5          |
| 5    | Rio Grande do Sul   | 7.942.722          | 9.135.479          | 15,0          |
| 6    | Paraná              | 7.749.752          | 8.443.299          | 8,9           |
| 7    | Pernambuco          | 6.244.275          | 7.122.548          | 14,1          |
| 8    | Ceará               | 5.380.432          | 6.362.620          | 18,2          |
| 9    | Pará                | 3.507.312          | 5.181.570          | 47,7          |
| 10   | Maranhão            | 4.097.231          | 4.929.029          | 20,3          |
| 11   | Santa Catarina      | 3.687.652          | 4.538.248          | 23,1          |
| 12   | Goiás               | 3.229.219          | 4.012.562          | 24,3          |
| 13   | Paraíba             | 2.810.032          | 3.200.677          | 13,9          |
| 14   | Espírito Santo      | 2.063.679          | 2.598.505          | 25,9          |
| 15   | Piauí               | 2.188.150          | 2.581.215          | 26,1          |
| 16   | Alagoas             | 2.011.875          | 2.512.991          | 24,9          |
| 17   | Rio Grande do Norte | 1.933.126          | 2.414.121          | 24,9          |
| 18   | Amazonas            | 1.449.135          | 2.102.901          | 45,1          |
| 19   | Mato Grosso         | 1.169.812          | 2.022.524          | 72,9          |
| 20   | Mato Grosso do Sul  | 1.401.151          | 1.778.741          | 26,9          |
| 21   | Distrito Federal    | 1.203.333          | 1.598.415          | 32,8          |
| 22   | Sergipe             | 1.156.642          | 1.491.867          | 29,0          |
| 23   | Rondônia            | 503.125            | 1.130.874          | 124,8         |
| 24   | Tocantins           | 738.688            | 920.116            | 24,6          |
| 25   | Acre                | 306.893            | 417.165            | 35,9          |
| 26   | Amapá               | 180.078            | 288.690            | 60,3          |
| 27   | Roraima             | 82.018             | 215.950            | 163,3         |

## Bevölkerung nach Regionen
| Rang      | Große Regionen      | População (1980) | Bevölkerung (1991) | % Crescimento |
| --------- | ------------------- | ---------------- | ------------------ | ------------- |
| 1         | Região Sudeste      | 52.580.527       | 62.660.700         | 19,2          |
| 2         | Região Nordeste     | 35.419.156       | 42.470.225         | 19,9          |
| 3         | Região Sul          | 19.380.126       | 22.117.026         | 14,1          |
| 4         | Região Norte        | 6.767.249        | 10.257.266         | 51,6          |
| 5         | Região Centro-Oeste | 7.003.515        | 9.412.242          | 34,4          |
| Insgesamt | Brasilien           | 121.150.573      | 146.917.459        | 21,3          |

## Ethnische Zusammensetzung
- Weiß (Branca) – 51,6 %
- Braun (Parda) – 42,4 %
- Schwarz (Preta) – 5 %
- Gelb (Amarela) – 0,4 %
- Ignoriert (Ignorada) – 0,4 %
- Indigene (Indígena) – 0,2 %